# Barokarchitectuur

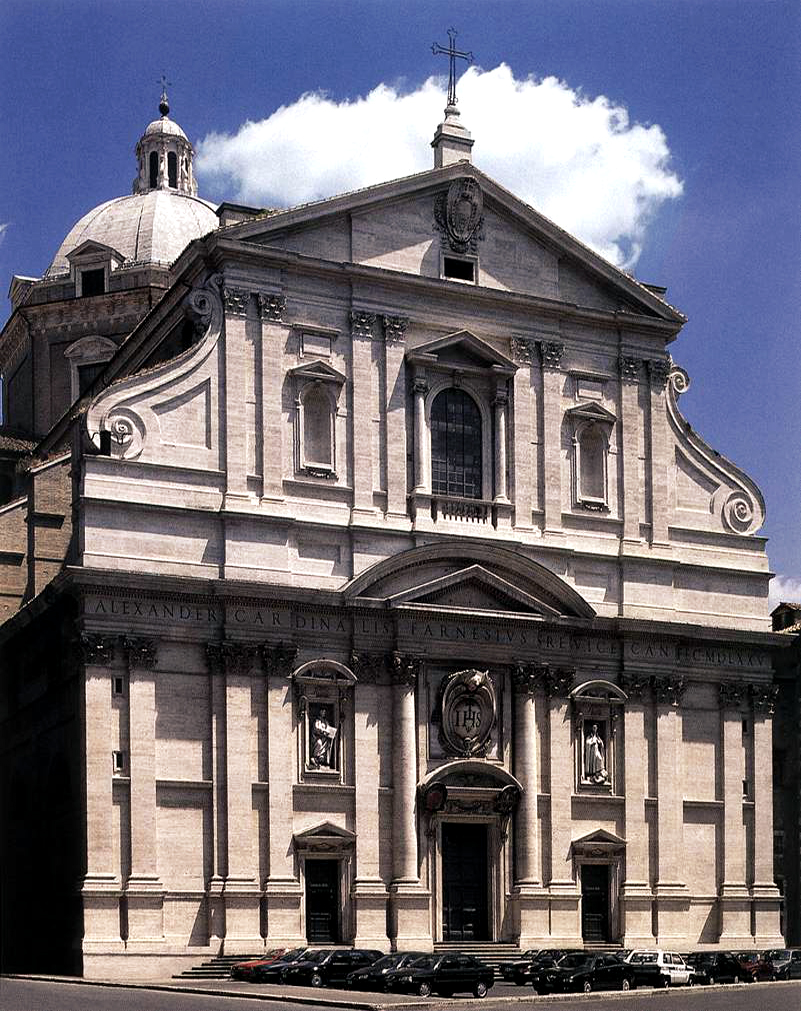
Kerk van Il Gesù, Rome, het eerste barokke bouwwerk

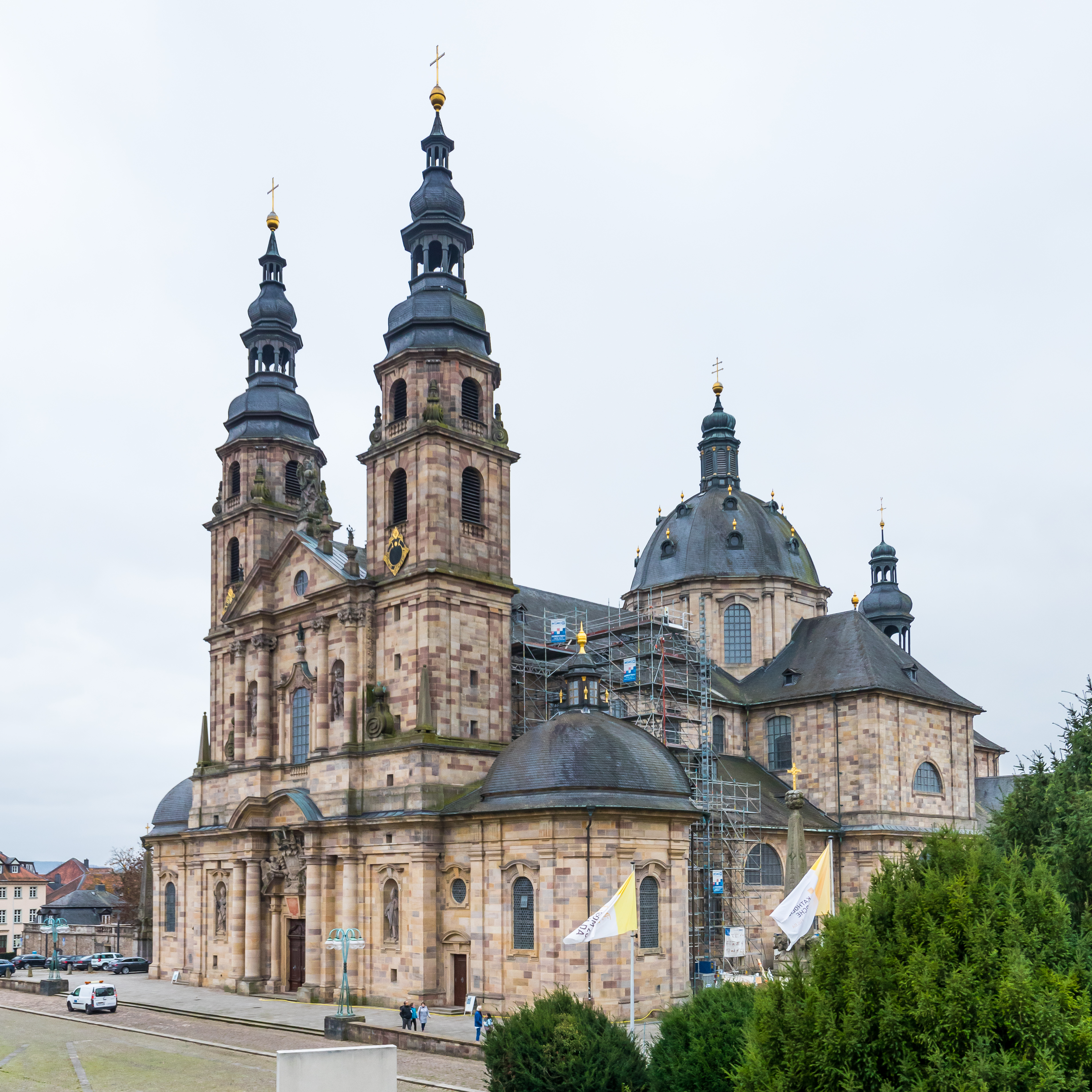
Dom van Fulda

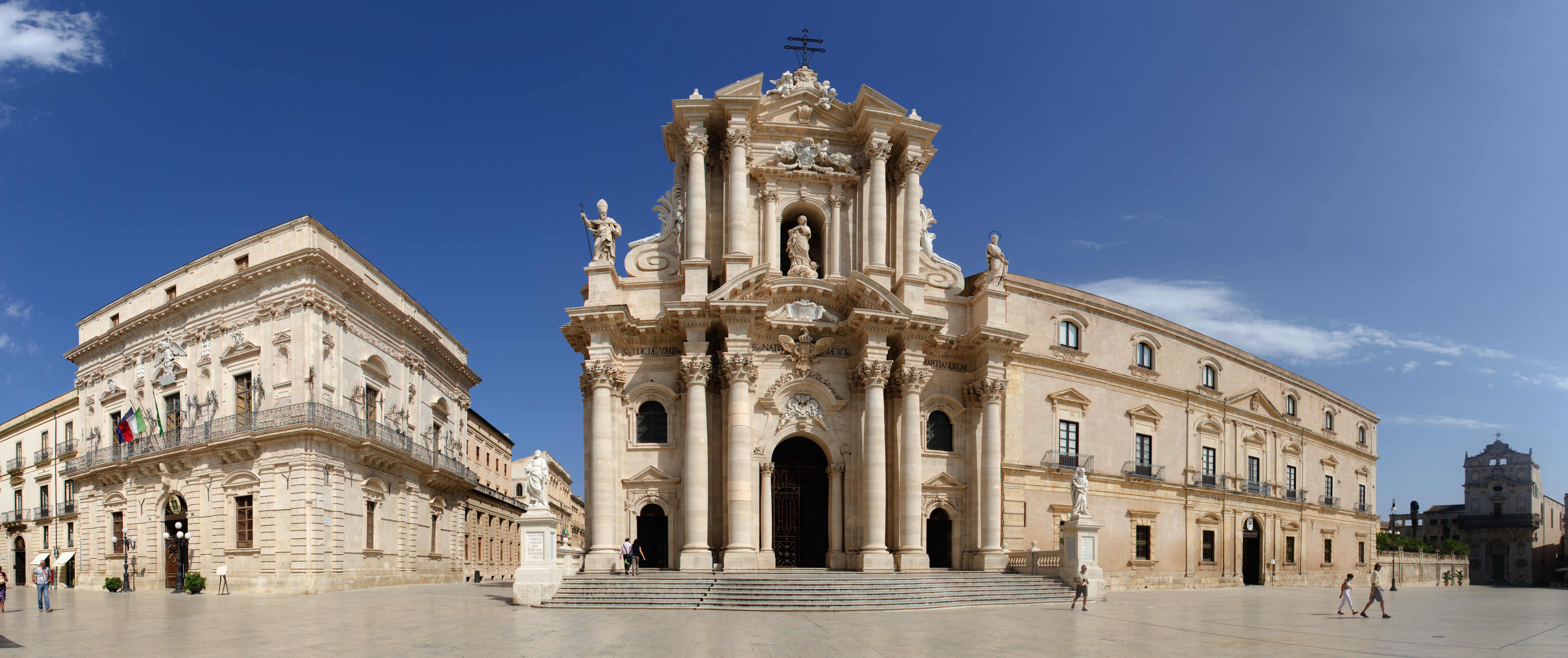
Dom van Syracuse met aangrenzende barokke gebouwen, Sicilië

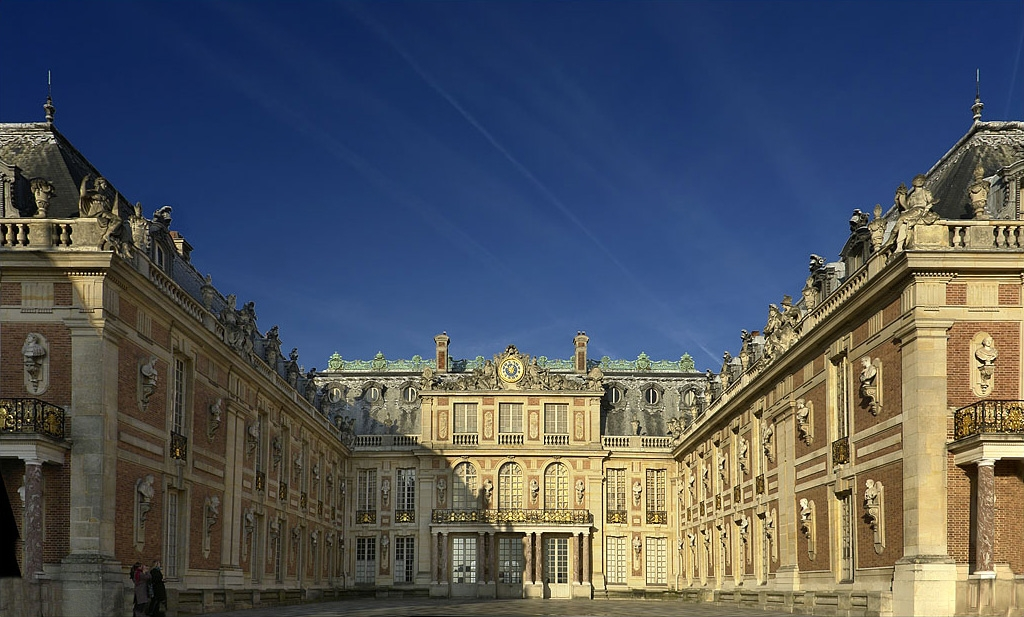
Paleis van Versailles

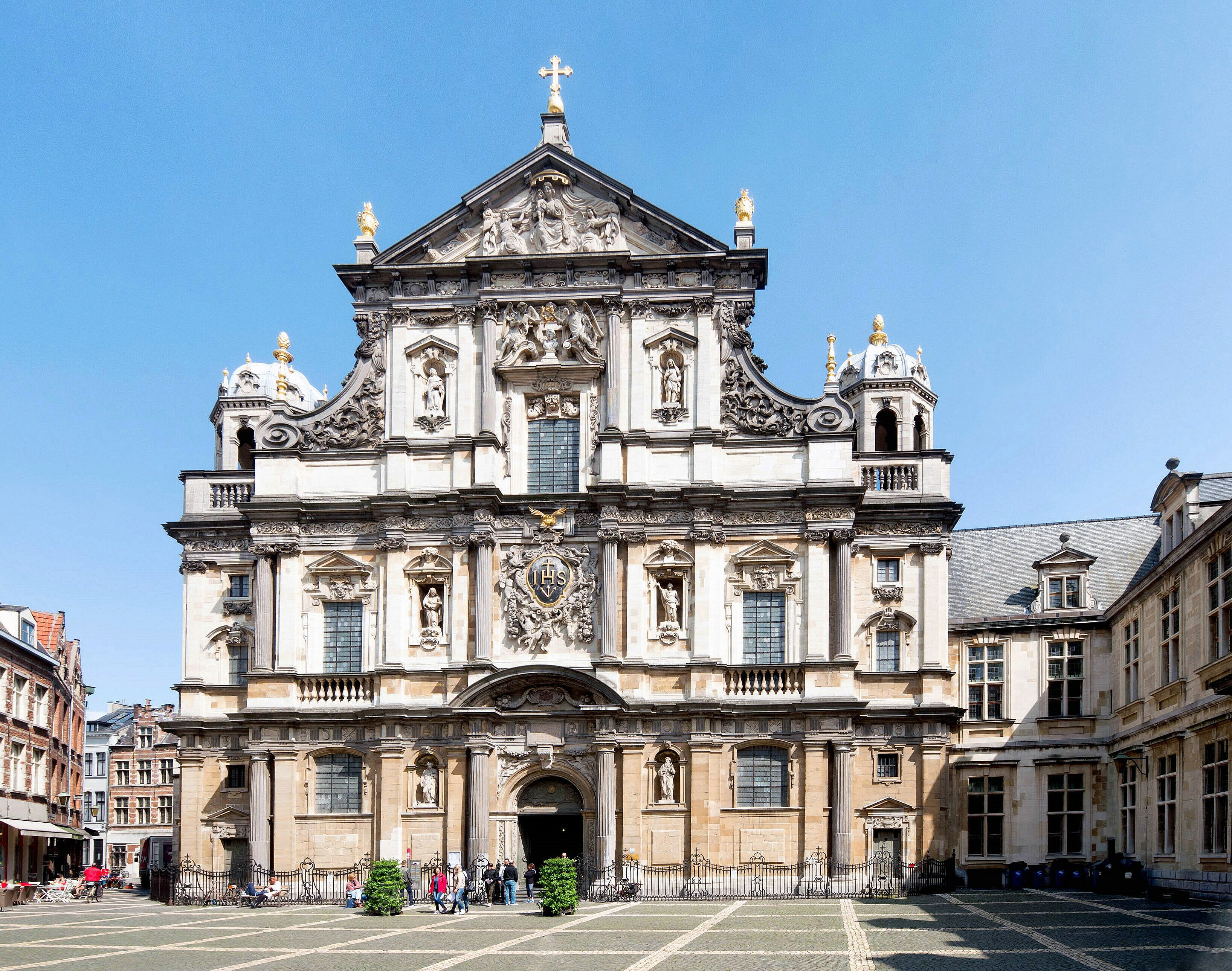
Sint-Carolus Borromeuskerk in Antwerpen

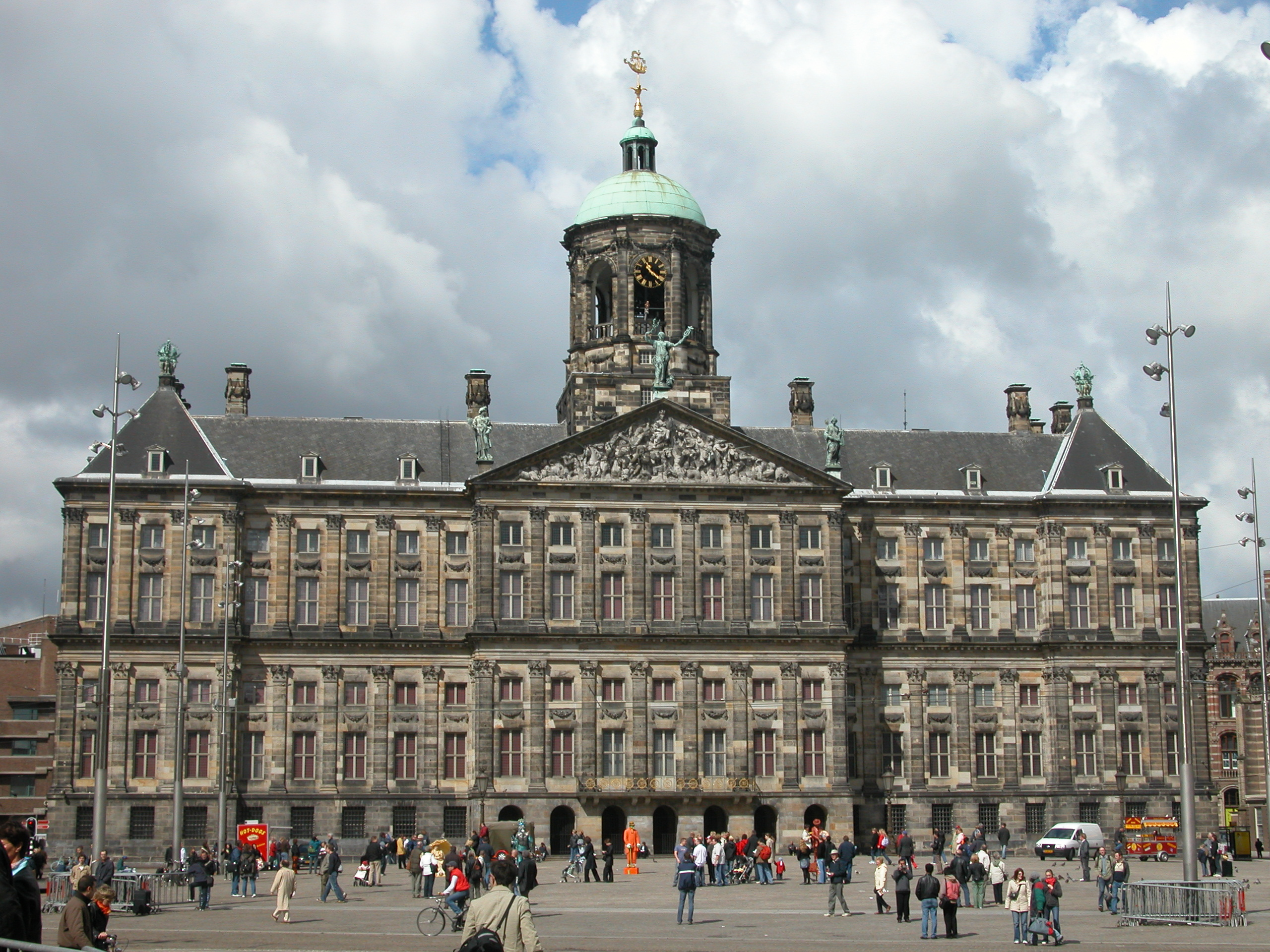
Paleis op de Dam in Amsterdam

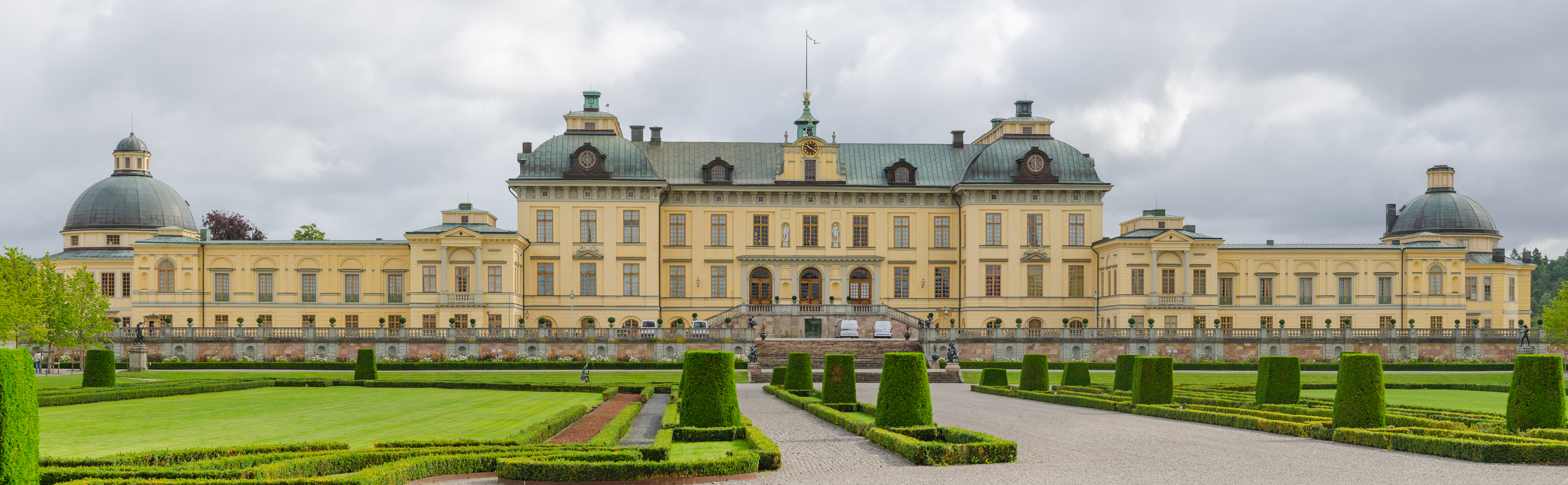
Drottningholm nabij Stockholm

De barokarchitectuur is een stijl en fase in de architectuur, ontstaan tijdens de barokperiode. Kenmerkend is het gebruik van vormen uit de renaissance maar met een sterkere verdeling van muurvlakken en een speelser gebruik van ornamenten zoals (gebogen) frontons. Ook wordt de rondboog weer – net als bij de romaanse architectuur – veel in raam- en deuropeningen gebruikt. Rococo wordt vaak als onderdeel van de Barok gezien.

## Kenmerken
Onder invloed van de Italiaanse architecten Francesco Borromini (1599-1667), Gian Lorenzo Bernini (1598-1680) en de Zwitserse Carlo Maderno (1556-1629) wordt een stijl ontwikkeld die rijk, gedurfd is. De barok, al maakt ze nog steeds gebruik van Romeinse en renaissance-begrippen, breekt met de beperkingen van het klassieke bouwen en loopt uit op een ware stortvloed van gebogen, plastische vormen. In de barokke architectuur komt de ware aard van de 'barocco' tot uiting.
Barrocco is een juweliersterm om een ruwe parel of onbewerkte steen aan te duiden. Het gebrek aan verfijning, en de overdaad, zou de stijl van Maderno en zijn navolgers deze roepnaam opleveren. Een kenmerk van de barokbouwstijl is dat door middel van de overdaad indruk op de bezoeker gemaakt moest worden.
Tijdens de periode 1600-1715 was de architectuur in decoratieve ensembles geïntegreerd. De open vormen overheersen, ze vloeien in elkaar over en zijn beweeglijk. De afzonderlijke delen van het gebouw staan niet op zichzelf, maar komen tot hun recht in de samenhang van het geheel. Zo werden scherp omlijnde contouren vermeden en men had een voorliefde voor de tegenstellingen tussen licht en schaduw. De kerken in die tijd kregen een golvende rooilijn, verder berekende men hoe de schaduwwerking over het gebouw liep. In de interieurs streefde men naar het creëren van één grootse ruimte.
In de kerkelijke architectuur was de barok een overwegend katholieke stijl. In de tijd van de Contrareformatie bouwden onder andere de jezuïeten veel kerken in deze stijl.
Als vervolg op de barok is in de achttiende eeuw rococo ontstaan, een veel lichter en luchtiger stijl, maar nog steeds heel rijk.

## Barokarchitectuur in Europa

### Italië

#### Romeinse barok: Bernini, Borromini en Da Cortona
De eerste architect en beeldhouwer die volledig inhoud gaf aan de stijl die we nu als barok kennen was Gianlorenzo Bernini (1598-1680). In zijn baldakijn boven het altaar van de Sint-Pietersbasiliek wordt de grens tussen architectuur en beeldhouwkunst doorbroken, deze stap zal nog talloze malen nagevolgd worden. Bernini was geboren in Napels, waarna hij verhuisde naar Rome. De voltooiing van het in het oog springende baldakijn in de Sint-Pietersbasiliek leidde tot de creatie van een altaar in de apsis.
De tweede architect die een meester in de Romeinse barok was is Francesco Borromini (1599-1667). Hij verzette zich tegen de harmonie dat de architectuur zich moest richten naar de verhoudingen van het menselijk lichaam. Deze opvatting hadden alle klassieke architecten gemaakt. Borromini stelde dat zijn architectuur gebaseerd was op de natuur, Michelangelo en de klassieke oudheid. Hij begon zijn carrière als steenhouwer aan de baldakijn in de Sint-Pietersbasiliek. Hij kreeg zijn eerste opdrachten niet van de belangrijke pausen, maar van lagere of meer gespecialiseerde instellingen. In het ontwerp van San Carlo alle Quattro Fontane - zijn eerste zelfstandige opdracht - zijn de drie bronnen van zijn nieuwe architectuur al te herkennen. Als laatste van Borromini’s bouwwerken is de kerk van Sant'Agnese in Agone aan de Piazza Navona. In 1653 nam Borromini het werk over van de eerste ontwerpers van de kerk en ontwierp een heel nieuw gebouw. Het gebouw herschiep hij tot een breed concaaf front waarvan de kromming tegengesteld is aan die van de tamboer waarop de koepel rust. Aan beide zijden staan twee campaniles. In 1657 werd Borromini vervangen door een commissie van architecten.
De derde architect die een groot aandeel in de architectuur van de barok had is Pietro da Cortona. Cortona’s belangrijkste architectonische werk is de kerk van SS. Luca e Martina (1634-1669) in opdracht van kardinaal Francesco Barberini. De centrale façade volgt een ronding alsof zij naar buiten wordt gedrukt door de rechthoekige blokken aan weerszijden ervan. De zuilen in de gebogen gevel zijn ingesloten op een manier die Michelangelo had ontwikkeld.

#### Zuid-Italiaanse en Siciliaanse barok
De Siciliaanse barok ontwikkelde zich na de verwoestende gevolgen van de Siciliaanse aardbeving van 1693. Belangrijke architecten waren Antonello Gagini, Rosario Gagliardi, Guarino Guarini, Stefano Ittar, Andrea Palma, Vincenzo Sinatra en Giovanni Battista Vaccarini. In Napels was het de architect Ferdinando Sanfelice (1675-1748) die meerdere barokke gebouwen ontwierp, zowel kerkelijke als burgerlijke gebouwen zoals bijvoorbeeld de Palazzo dello Spagnolo.

#### Noord-Italiaanse barok
In Noord-Italië waren de vorsten van het huis Savoye in Piëmont de belangrijkste protagonisten van de barok. Belangrijke architecten waren Guarino Guarini, Filippo Juvarra en Bernardo Vittone.

### Frankrijk
Een belangrijk gebouw dat ontworpen en gebouwd is tijdens de barokke architectuur is het kasteel van Versailles. Lodewijk XIV had zijn interesse verplaatst naar Versailles, omdat daar een groot stuk grond vrij was om zijn absolute koningschap gestalte te geven. In 1669 gaf hij opdracht om het gebouw dat zijn vader gekocht had uit te breiden en te verbouwen.

### Nederlanden

#### Zuidelijke Nederlanden
België telt een groot aantal barokkerken. Hoogtepunten zijn onder meer de Sint-Michielskerk te Leuven, de Sint-Carolus Borromeuskerk in Antwerpen, de Sint-Servaasbasiliek in Grimbergen en de basiliek van Scherpenheuvel. In een aantal Nederlandse plaatsen die niet onder het gezag van de Staten-Generaal stonden, en dus katholiek waren gebleven, kwamen eveneens barokkerken tot stand. Voorbeelden zijn te vinden in Maastricht, Sittard en Ravenstein. In de 18e eeuw verrezen vooral in de omgeving van Brussel en Luik luxueuze paleizen en buitenhuizen.

#### Noordelijke Nederlanden
Nederland telt enkele barokkerken. Hoogtepunten zijn onder meer de Oostkerk in Middelburg en de Nieuwe Kerk in Den Haag. Ook rooms-katholieke schuilkerken werden soms ingericht in barokke stijl, zoals Ons' Lieve Heer op Solder in Amsterdam.

### Engeland
In Engeland waren Inigo Jones, Christopher Wren, Nicholas Hawksmoor en John Vanbrugh de belangrijkste barokarchitecten.

### Scandinavië en Noord-Duitsland
In Scandinavië en de protestantse delen van Duitsland vond de esthetiek van eenvoud en harmonie van het Hollands classicisme grote weerklank. In Hamburg, Berlijn en Potsdam werkten Hollandse architecten. In Kopenhagen (Amalienborg) en Stockholm (Drottningholm) was ook de Franse invloed groot.

### Heilige Roomse Rijk
In het katholieke deel van het Heilige Roomse Rijk verrezen in de loop van de 17e en 18e eeuw honderden barokkerken en barokke paleizen. Dresden, Wenen en Praag worden gezien als de barokhoofdsteden van Midden-Europa. In de 18e eeuw ontwikkelde de Zuid-Duitse barok zich tot een uitbundige variant van de rococo, met als belangrijkste architect Balthasar Neumann.

### Oost-Europa
Ook in het Pools-Litouwse Gemenebest en in Rusland en Oekraïne ontwikkelde zich de barokarchitectuur. Veel barokkerken en paleizen in en rondom steden als Warschau, Vilnius, Kiev en Sint-Petersburg vertonen invloeden van de Italiaanse en Franse barok.